# Kazuaki Mawatari
Kazuaki Mawatari (馬渡 和彰 Mawatari Kazuaki?), född 23 juni 1991 i Tokyo prefektur, är en japansk fotbollsspelare.
Mawatari började sin karriär 2014 i Gainare Tottori. Efter Gainare Tottori spelade han för Zweigen Kanazawa, Tokushima Vortis, Sanfrecce Hiroshima och Kawasaki Frontale.